# Harnstoff-Extraktiv-Kristallisation

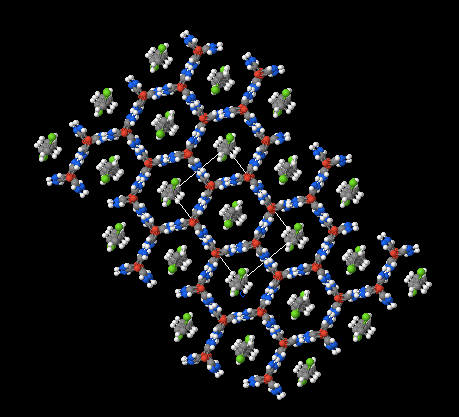
Struktur einer Einschlussverbindung von Harnstoff und 1,6-Dichlorhexan. Sauerstoff; Stickstoff, Chlor; Kohlenstoff, Wasserstoff.

Die Harnstoff-Extraktiv-Kristallisation ist ein Verfahren zur Abtrennung linearer Paraffine aus Kohlenwasserstoffgemischen durch Bildung von Harnstoff-n-Paraffin-Clathraten. Die Trennung dient hauptsächlich der Erniedrigung des Stockpunkts von Mineralölprodukten, als Nebenprodukte fallen n-Paraffine in hoher Reinheit an.
Das Verfahren wird auch bei Fettsäuren, deren Estern und Fettalkoholen angewendet, etwa zur Abtrennung von Omega-n-Fettsäuren. Neben Harnstoff findet Thioharnstoff in dem Verfahren Anwendung.

## Geschichte
Im Jahr 1939 erkannte F. Bengen, dass Harnstoff mit einer großen Zahl von aliphatischen Verbindungen verschiedener Art wie Kohlenwasserstoffen, Fettsäuren, Estern, Alkoholen, Aldehyden und Ketonen Einschlussverbindungen bildete. Die Reaktionspartner des Harnstoffs mussten eine Kettenstruktur aufweisen. Die Struktur der Kette musste weitgehend gerade sein und sechs oder mehr Kohlenstoffatome aufweisen, um eine Reaktion zuzulassen. Cyclische Verbindungen oder Aromaten gingen keine Reaktion ein. Bengen erkannte, dass sich die Bildung der Einschlussverbindungen dazu nutzen ließ, unverzweigte von verzweigten Kohlenwasserstoffen abzutrennen. Die Aufklärung der Struktur der Einschlussverbindungen gelang durch Röntgendiffraktometrie. Das bereits 1940 von Bengen zum Patent angemeldete Verfahren wurde im Folgejahr von der BASF gekauft und vermarktet.
Zu Beginn der 1950er Jahre wurde das Verfahren für die Abtrennung von Linolsäure und Ölsäure aus ungenießbaren Fettsäuregemischen angewandt. Die Trennung erfolgte über die Methylester, die durch Umesterung der fetten Öle mit Methanol hergestellt wurden. Die Ausbeute glich der herkömmlicher Tieftemperatur-Kristallisationsverfahren, konnte aber bei Umgebungstemperatur durchgeführt werden.

## Rohstoffe

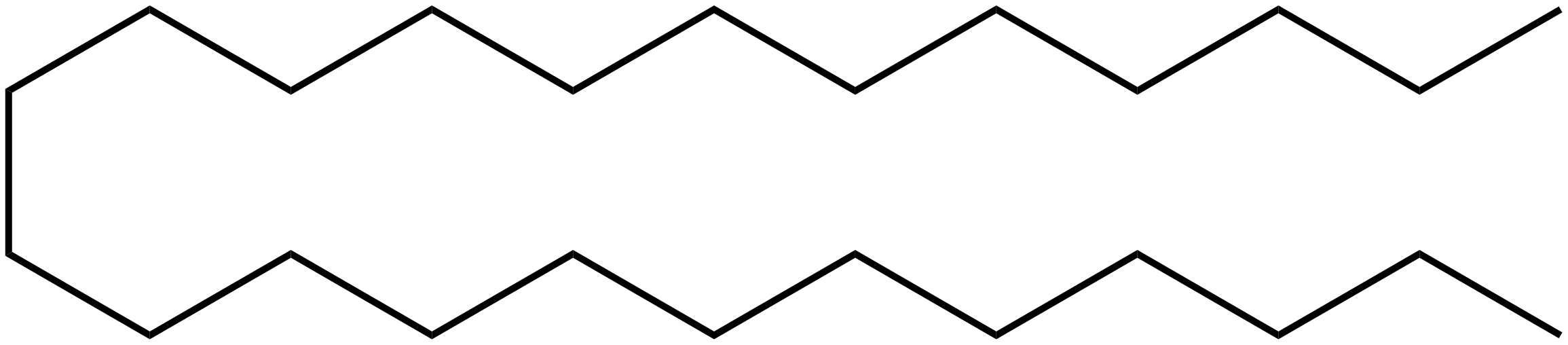
Tetracosan, C_{24}H_{50}, eine typische Paraffinkomponente

Statt n-Alkanen können sich auch unverzweigte Fettsäuren mit mehr als vier Kohlenstoffatomen sowie ihre Ester und unverzweigte Fettalkohole in den Kanälen des kristallisierten Harnstoffs einlagern. Die ursprüngliche Entdeckung des Verfahrens ging auf eine Untersuchung über die Fette in Milch zurück. Eine Abweichung von der geradkettigen Molekülgeometrie, z. B. durch C=C-Doppelbindungen im Molekül, führt zu einer weniger stabilen Einlagerung. So bildet Stearinsäure (C18:0) stabilere Harnstoff-Addukte im Vergleich zur Ölsäure (C18:1 cis-9) oder Linolsäure (C18:2 cis-9, cis-12). Eine Verzweigung im Fettsäuremolekül oder eine Autoxidation im Rahmen des Fettverderbs führen bei den Fettsäuren zu einer großen Abweichung von der geradkettigen Molekülstruktur, so dass diese Verbindungen keine Harnstoff-Addukte bilden. Dies wird im Rahmen der Fettsäure-Analytik zur Abtrennung oder Anreicherung spezieller Fettsäuren verwendet. Nur methylverzweigte Kohlenwasserstoffe, etwa Paraffingatsch aus der Fischer-Tropsch-Synthese, können mittels Harnstoff-Extraktiv-Kristallisation nicht weiter in n- und iso-Alkane zerlegt werden.

## Verfahren

Harnstoff

Die Abtrennung von langkettigen n-Paraffinen mit Kettenlängen von etwa 20 bis 30 Kohlenstoffatomen können kaum durch destillative Verfahren aus Paraffingemischen entfernt werden, da die dafür notwendigen Temperaturen zum Teil Crack-Reaktionen verursachen. Eine Abtrennung der langkettigen n-Paraffine mit Molekularsieben ist aufgrund der Porengröße ebenfalls nicht möglich.
Zur Abtrennung der n-Paraffine aus dem Kohlenwasserstoffgemisch wird dieses mit Harnstoff mit dem etwa 20-fachen molaren Überschuss versetzt. Dieser kristallisiert in einer hexagonalen Kristallstruktur mit circa 5,5 bis 5,8 Å großen Kanälen. In diese Kanäle lagern sich n-Paraffine ein. Ist der prozentuale Anteil der n-Paraffine im Gemisch hoch, wird dieses mit einem Lösungsmittel verdünnt.
Allgemein verläuft die Reaktion nach dem Schema:
{\displaystyle \mathrm {Harnstoff+Adduktkomponente\rightleftharpoons Harnstoffaddukt} }
Die Lage des Gleichgewichts ist abhängig von den Konzentrationen der Reaktanden, dem Lösungsmittel und der Temperatur. Die zur Bildung der Einschlussverbindungen notwendige Menge Harnstoff variiert von etwa 1 bis 0,8 Harnstoffmoleküle pro Kohlenstoffatom in einer Kohlenstoffkette, wobei die prozentual benötigte Menge mit wachsender Kettenlänge kleiner wird. Das Harnstoff-zu-Kohlenstoffverhältnis beim n-Hexan, C6H14 beträgt im Addukt 5,5:6, beim n-Dodecan, C12H26, 9,7:12.
Der Harnstoff wird in einer übersättigten wässrigen Lösung zugegeben, um Verluste durch Adduktbildung während des Prozesses auszugleichen. Um zu hohe Konzentrationen an Addukten zu vermeiden, wird das zu entparaffinierende Öl mit einem Lösungsmittel wie Methylisobutylketon oder Methylenchlorid verdünnt. Das Verhältnis von Ölphase zu Wasserphase beträgt etwa 1 zu 0,5. Das Vermischen der Öl- und Wasserphase geschieht bei leicht erhöhten Temperaturen, etwa 35 °C. Im Laufe der Reaktion wird auf Raumtemperatur abgekühlt. Für die Bildung der Einschlussverbindungen sind niedrigere Temperaturen von Vorteil.

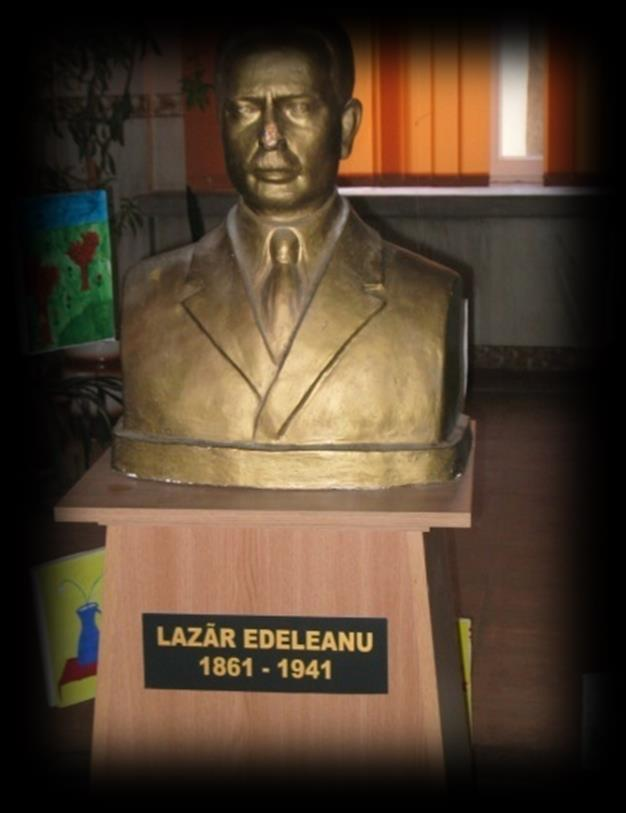
Büste Lazăr Edeleanus

Das gebildete Harnstoff-Paraffinaddukt kann abfiltriert und dadurch von den iso-Paraffinen und nicht-paraffinischen Komponenten getrennt werden. Durch Waschen mit dem verwendeten Lösungsmittel wird ein fester Addukt-Rückstand erhalten, der durch Behandlung mit heißem Wasser bei etwa 75 °C wieder in eine Harnstofflösung und n-Paraffine getrennt werden kann. Das so erhaltene n-Paraffin hat eine Reinheit von etwa 99 %. Verluste an Harnstoff sind nur gering, die heiße Harnstofflösung kann direkt wieder in den Prozess zurückgeführt werden. Das Öl wird vom verwendeten Lösungsmittel destillativ getrennt.
Es wurden zwei industrielle Prozesse entwickelt, in Japan der Nurex-, in Deutschland der Edeleanu-Prozess, die sich durch die Art der Harnstoff-Zugabe sowie des Lösungsmittels unterscheiden. Beim Nurex-Prozess wird der Harnstoff in fester Form zugegeben, während beim Edeleanu-Prozess eine gesättigte, wässrige Harnstofflösung verwendet wird.
Eine nach dem Nurex-Prozess arbeitende Anlage, die von Nippon Mining entwickelt wurde, ging 1968 in Betrieb und hatte eine Kapazität von 40.000 Tonnen pro Jahr. Als Rohstoffe dienten Kerosin und Gasöl.

## Produkte
Bei der Harnstoff-Extraktiv-Kristallisation entstehen zwei Produkte. Die linearen Alkane dienen in verschiedenen chemisch-technischen Prozessen, etwa der Paraffinoxidation, als Rohstoffe. Durch Paraffincracken der längerkettigen Paraffine werden kürzerkettige α-Olefine erhalten. Die entparaffinierten Öle weisen einen geringeren Stockpunkt auf und finden in verschiedenen technischen Gebieten Anwendung, etwa als tiefstockende Heiz- und Schmieröle.

## Mechanismus

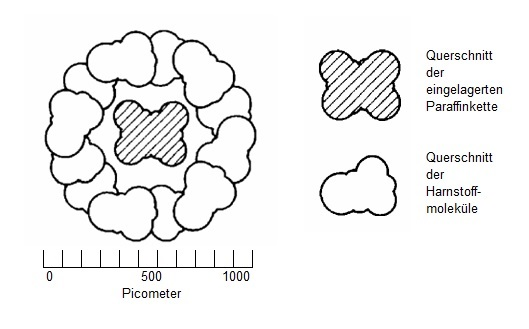
Querschnitt des Gitterhohlraums eines Harnstoff-Paraffin-Addukts

Die Bildung der Harnstoffeinschlussverbindungen erfolgt über Wasserstoffbrückenbindung durch Selbstassoziation über mehrere Wasserstoffbrücken. Dabei konnte ein Templat-gesteuerter Kristallwachstumsmechanismus nachgewiesen werden. Konventionelle Harnstoff-Einschlussverbindungen mit Paraffinen kristallisieren in einer hexagonalen Wirtstunnelstruktur mit der Raumgruppe P6122 (Nr. 178) oder P6522 (Nr. 179).
Das hexagonale Einschlussgitter des Harnstoffs kommt in zwei spiegelbildlichen Formen vor, die durch Racematspaltung in ihre optischen Antipoden getrennt werden können. Die Alkane liegen in der Einschlussverbindung in anti-Konformation vor, mit geringen Anteilen an gauche-Konformation.
Die Zersetzung der Einschlussverbindungen wurde mittels Differentialthermoanalyse untersucht. Der Zersetzungsmechanismus scheint korreliert mit der nötigen Energie, die das Gastmolekül aufbringen muss, um aus dem Harnstoffkanal zu diffundieren.
Die Tunnel der Thioharnstoffwirtsstruktur weisen eine größere Querschnittsfläche als die der Harnstoffwirtsstrukturen auf. Dementsprechend finden sich bei der Verwendung von Thioharnstoff verzweigte und Cycloparaffine wie Cyclohexan als Gastmoleküle, während n-Paraffine wieder aus dem Hohlraum diffundieren. Daneben bildet Thioharnstoff auch Einschlussverbindungen mit metallorganischen Komplexen wie Ferrocen. Auch mit chlorierten Cycloparaffinen wie Chlorcyclohexan bildet Thioharnstoff Einschlussverbindungen. Thioharnstoff kann daher zur Abtrennung von verzweigten Paraffinen aus Gemischen mit n-Paraffinen dienen.